# Good Life (canción de Kanye West)
«Good Life» —en español: "Buena vida"— es una canción interpretada por el rapero estadounidense Kanye West, con la colaboración musical del artista rhythm and blues T-Pain, producida por el propio Kanye West y DJ Toomp, e incluida en el año 2007 en su tercer álbum de estudio, Graduation.
Durante el último cuatrimestre de 2007, "Good Life" fue lanzada por el sello Roc-A-Fella Records como el tercer sencillo de Graduation en los Estados Unidos y como el segundo sencillo del álbum fuera del país, sucediendo al exitosamente comercial "Stronger". Tras ello, "Good Life" ingresó al top 10 de la Billboard Hot 100, la lista musical de canciones más importantes de los Estados Unidos, donde la RIAA le ha certificado elevadas ventas totales de dos millones de copias. Paralelamente, de acuerdo a la compañía The Official UK Charts Company, «Good Life» ha vendido alrededor de 100 mil copias en el Reino Unido.

## Video musical
El video musical de "Good Life" fue dirigido por el dúo Jonas & François, con animaciones hechas por So-Me y con la aparición de la modelo Ángel Melaku. Su estreno fue realizado el 11 de septiembre de 2007 en el programa Jam of the Week de la cadena estadounidense de televisión por cable MTV Jams.
Sus escenas muestran a versiones animadas de Kanye West y T-Pain, pintando fondos e interpretando la letra de "Good Life", mientras ésta aparece en letras grandes. La versión de la canción utilizada en el video musical, contiene otros veintitrés segundos de duración en la introducción, no contemplados en la versión del álbum. Tras su estreno, éste llegó a posicionarse número cuatro en el ranking VSpot Top 20 Countdown de la cadena VH1. Además de ello, figuró en la posición número cuarenta del VH1's Top 40 Videos 2007, y fue nominado en diversas premiaciones, dentro de las cuales se incluyen sus triunfos en las categorías "Mejor Video Hip-Hop" de los BET Hip Hop Awards y "Mejores Efectos Especiales en un Video" de los MTV Video Music Awards.

## Listas musicales de canciones
| País/Continente | Lista musical     | Mejor posición |
| --------------- | ----------------- | -------------- |
| América         |                   |                |
| Canadá          | Canadian Hot 100  | 23             |
| Estados Unidos  | Billboard Hot 100 | 7              |
| Europa          |                   |                |
| Alemania        | Top 100 Singles   | 78             |
| Finlandia       | Top 20 Singles    | 20             |
| Irlanda         | Top 50 Singles    | 24             |
| Reino Unido     | Top 75 Singles    | 23             |
| Oceanía         |                   |                |
| Australia       | Top 50 Singles    | 21             |
| Nueva Zelanda   | Top 40 Singles    | 11             |

## Certificaciones
| País           | Proveedor | Año  | Discográfica | Certificación | Tipo     | Ventas certificadas |
| -------------- | --------- | ---- | ------------ | ------------- | -------- | ------------------- |
| América        |           |      |              |               |          |                     |
| Estados Unidos | RIAA      | 2008 | Def Jam      | Platino       | Digital  | 1.000.000           |
| Estados Unidos | RIAA      | 2008 | Def Jam      | Platino       | Material | 1.000.000           |